# Psi1 d'Aquari
Psi¹ d'Aquari (ψ¹ Aquarii) és un sistema estel·lar múltiple situat aproximadament a 148 anys llum de la Terra, en la constel·lació d'Aquari.

## Estrelles
L'estrella primària, Psi-1 d'Aquari A, és una gegant taronja de la magnitud aparent +4,24. A una separació de 49,6 segons d'arc de la primària hi trobam una binària composta per dures estrelles de la 10a magnitud, Psi-1 d'Aquari B i C. Estan a 0,3 segons d'arc una de l'altre. Els sistema encara té dos components més, Psi-1 d'Aquari D, de la 13a magnitud, a 80,4 segons d'arc de la primària, i Psi-1 d'Aquari E, de la 14a magnitud, a 19,7 segons d'arc de B.

## Sistema planetari
L'any 2003, es va anunciar el descobriment d'un planeta extrasolar orbitant entorn de l'estrella gegant.
| Company (En ordre des de l'estrella) | Massa (MJ) | Període Orbital (dies) | Eix semimajor (AU) | Excentricitat |
| ------------------------------------ | ---------- | ---------------------- | ------------------ | ------------- |
| b                                    | >2,9       | 182                    | 0,3                | 0             |